# گلوریا پارکر
گلوریا پارکر (انگلیسی: Gloria Parker؛ (نام‌خانوادگی دوشیزگی: رزنتال؛ ‏ ۲۰ اوت ۱۹۲۱–۱۳ آوریل ۲۰۲۲) ملقب به شاهدختِ ماریمبا خواننده، ستارهٔ موسیقی و رقص و همچنین بازیگر و مجری رادیویی اهل ایالات متحده آمریکا است.
از فیلم‌ها یا برنامه‌های تلویزیونی که وی در آن نقش داشته است، می‌توان به برادوی دنی رز اشاره کرد.